# کمال ادمی
کمال ادمی (انگلیسی: Kemal Ademi؛ زادهٔ ۲۳ ژانویهٔ ۱۹۹۶) بازیکن فوتبال اهل سوئیس است.
از باشگاه‌هایی که در آن بازی کرده‌است می‌توان به باشگاه فوتبال بازل اشاره کرد.